# ملیسا فرانسیس
ملیسا فرانسیس (انگلیسی: Melissa Francis؛ زادهٔ ۱۲ دسامبر ۱۹۷۲) هنرپیشه، روزنامه‌نگار، و بازیگر تلویزیون اهل ایالات متحده آمریکا است. وی از سال ۱۹۷۳ میلادی تاکنون مشغول فعالیت بوده‌است.
از فیلم‌ها یا برنامه‌های تلویزیونی که وی در آن نقش داشته‌است می‌توان به وال استریت: پول هرگز نمی‌خوابد اشاره کرد.